# 原産地規則に関する協定
原産地規則に関する協定（げんさんちきそくにかんするきょうてい、Agreement on Rules of Origin、通称原産地規則協定）は、 ウルグアイラウンドにおける原産地規則に関する交渉の結果として、1995年に世界貿易機関を設立するマラケシュ協定（WTO設立協定）に包含された条約である。日本法においては、国会承認を経た「条約」であるWTO設立協定（日本国政府による法令番号は、平成6年条約第15号）の一部として扱われる。

## 概要
原産地規則協定は、WTO協定の附属書1Aに属する一括受託協定である。

原産地規則は、国際的に取引される物品の原産地を判定するために用いられる規則である。本来、中立的、技術的な規則であるべきあるが現状では国際的に共通する十分に整備された規則はなく、各国（FTA、EPAのような地域貿易協定の場合は当該協定）が独自に定めている。

原産地規則は大別すると特恵分野に係るものと非特恵分野に係るものと分類できる。更に特恵分野に係るものとは、先進国が開発途上国に適用している一般特恵に関するものと、地域貿易協定等に係るものとに区分できる。また非特恵分野は、特恵関税の適用以外のすべての目的において一般的に原産地を特定するものである。具体的には、①数量制限、貿易制裁などの輸出国を特定した通商政策上の措置を実施する際の対象物品の確定、②貿易統計の作成、③ある物品に原産地を表示する場合の原産地の確定等の場合に利用されている（現行の規則は必ずしも1種類のみではなく、目的別に内容の異なる幾つもの規則を有する国もある。技術的側面からは、特恵分野の規則は特恵を受けることができるかできないかまで決定（従って受けれない場合は原産地を決める必要はない）するまでのものに対し、非特恵分野の場合、最終的にいずれかの国を原産地として特定するまでの規定が必要になる。

原産地の認定が貿易紛争となったのは、英国日産製乗用車米国リコー社製複写機(の問題があり、明確な規則の欠如と恣意的な規則が紛争の要因となっていた。

このような状況を受け、日本は、原産地規則問題がウルグアイラウンドの交渉の対象とするように要求し、1989年春に、統一的原産地規則策定の手順及び基本的なガイドライン、通報、協議、紛争解決手続きについて提案を行った。この問題については米国も同様の提案を行い、日米が共同で特恵、非特恵を含めた統一的原産地規則の策定を主張した。

これに対しECは、FTA、EPAのような地域貿易協定の場合の原産地規則はそれぞれの交渉結果として合意の一部を構成し統一は困難であるとの立場から統一原産地規則は非特恵分野に限定すると主張した。
最終的に1990年12月に非特恵貿易の原産地規則の規律を附属書に規定することで合意がされた。
協定の主な内容は、
非特恵分野に適用される原産地規則を統一するための作業計画
規則の制定・運用にあたって遵守すべき規律
紛争解決手続等
となっている。
協定本文は、非特恵分野に適用と規定（第1条1）しているが、前述のとおり附属書IIにより規則の制定・運用にあたって遵守すべき規律についてその大部分を特恵原産地規則についても適用するとしている。このように協定本体と附属書に区分して規定した理由は、特恵原幸規則をこの協定の最大目的である原産地規則の調和の対象とすべきではないというECの主張を取り入れたためである。
原産地規則の統一作業は、WTO協定発効後3年（この期間は作業開始の1995年7月から起算するとされた）で行うこととされており、合意された原案地規則は閣僚会議により協定の附属書に定めることされた。
作業手順として関税協力理事会におかれた原産地規則技術委員会で品目ごとに技術的検討を行い、合意された品目はWTOにおかれた原産地規則委員会で承認を受け正式な合意されることとされた。また、技術的議論は尽くされたものの解決に至らず原産地規則委員会に判断をゆだねることとされた品目は、各国が持つセンシティビティ等を勘案しつつ検討されることとなった。原産地規則技術委員会での技術的検討は、3年の期間にはまにあわなかったものの1999年5月に開催された第17回会合を以て終了して、合意の得られなかった品国についてはWTOで集中的な議論が行われることになった。
WTOにおける検討では特に重要な問題は一般理事会での検討事項とされたが、各国の合意がされないまま、WTO発足後25年を経過した現在においてもなお継続中となっている。